# Pilosella tephrocephala
Pilosella tephrocephala — вид рослин із родини айстрових (Asteraceae).

## Середовище проживання
Зростає у Європі й Західній Азії (Австрія, Італія, Угорщина, Хорватія, Боснія та Герцеговина, Чорногорія, Румунія, Болгарія, Греція, Україна (у т. ч. Крим), Північний Кавказ, Грузія, Азербайджан, Туреччина (Анатолія), Іран).